# Porphyrio martinicus
La gallinella viola americana, gallinella americana, pollo sultano americano o pollo sultano della Martinica (Porphyrio martinica) è un «pollo sultano» della famiglia dei ralli, i Rallidae.
Questo rallo di medie dimensioni è inconfondibile, con i suoi enormi piedi gialli, il piumaggio azzurro-viola con il dorso verde ed il becco rosso e giallo. Ha uno scudo frontale azzurro pallido ed il sottocoda bianco.
Gli uccelli giovani, piuttosto che viola, sono bruni. Queste gallinelle possono percorrere brevi distanze sulle loro zampe traballanti.
Il loro habitat di nidificazione sono gli acquitrini caldi e le paludi degli stati sudorientali degli Stati Uniti e le regioni tropicali dell'America centrale e dei Caraibi. In Florida meridionale ed ai tropici questa specie è stanziale, ma la maggior parte degli uccelli americani sono migratori, trascorrendo l'inverno più a sud, in Argentina.
Il nido è costituito da una struttura galleggiante in una palude. Vengono deposte tra le cinque e le dieci uova. La loro colorazione è marroncina con macchie brune.
La dieta di questi ralli è onnivora e comprende una grande varietà di vegetali ed animali, compresi semi, foglie e frutta sia di piante acquatiche che terrestri, così come insetti, rane, chiocciole, ragni, lombrichi e pesci. È noto anche che si nutra delle uova e dei piccoli di altri uccelli.
Questa specie è una visitatrice molto rara dell'Europa occidentale. In Europa meridionale è presente una specie simile, il pollo sultano viola, Porphyrio porphyrio, ma questo uccello è un po' più grosso.

## Galleria d'immagini

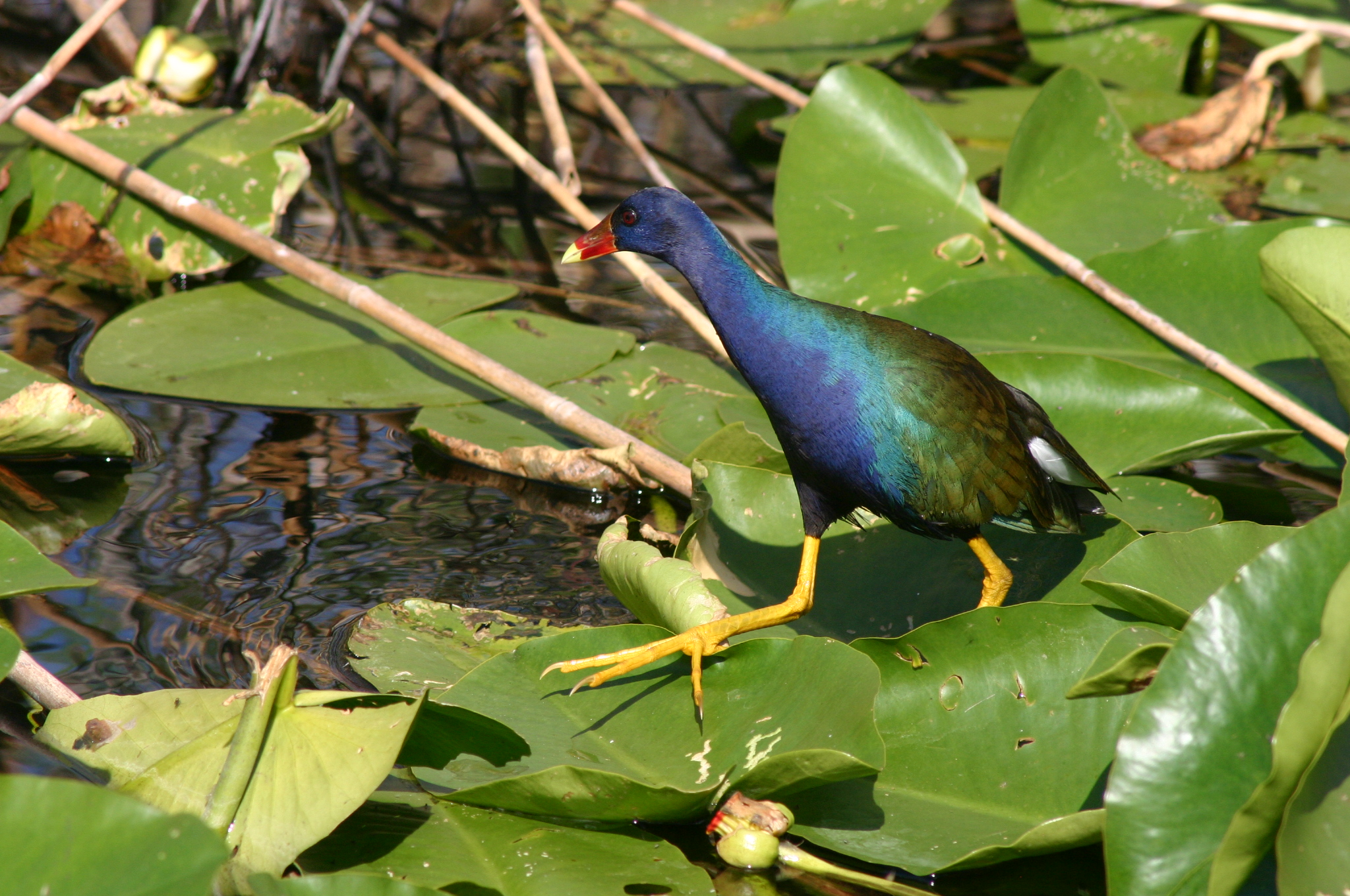
Gallinella viola americana nel Parco Nazionale delle Everglades, Florida, USA
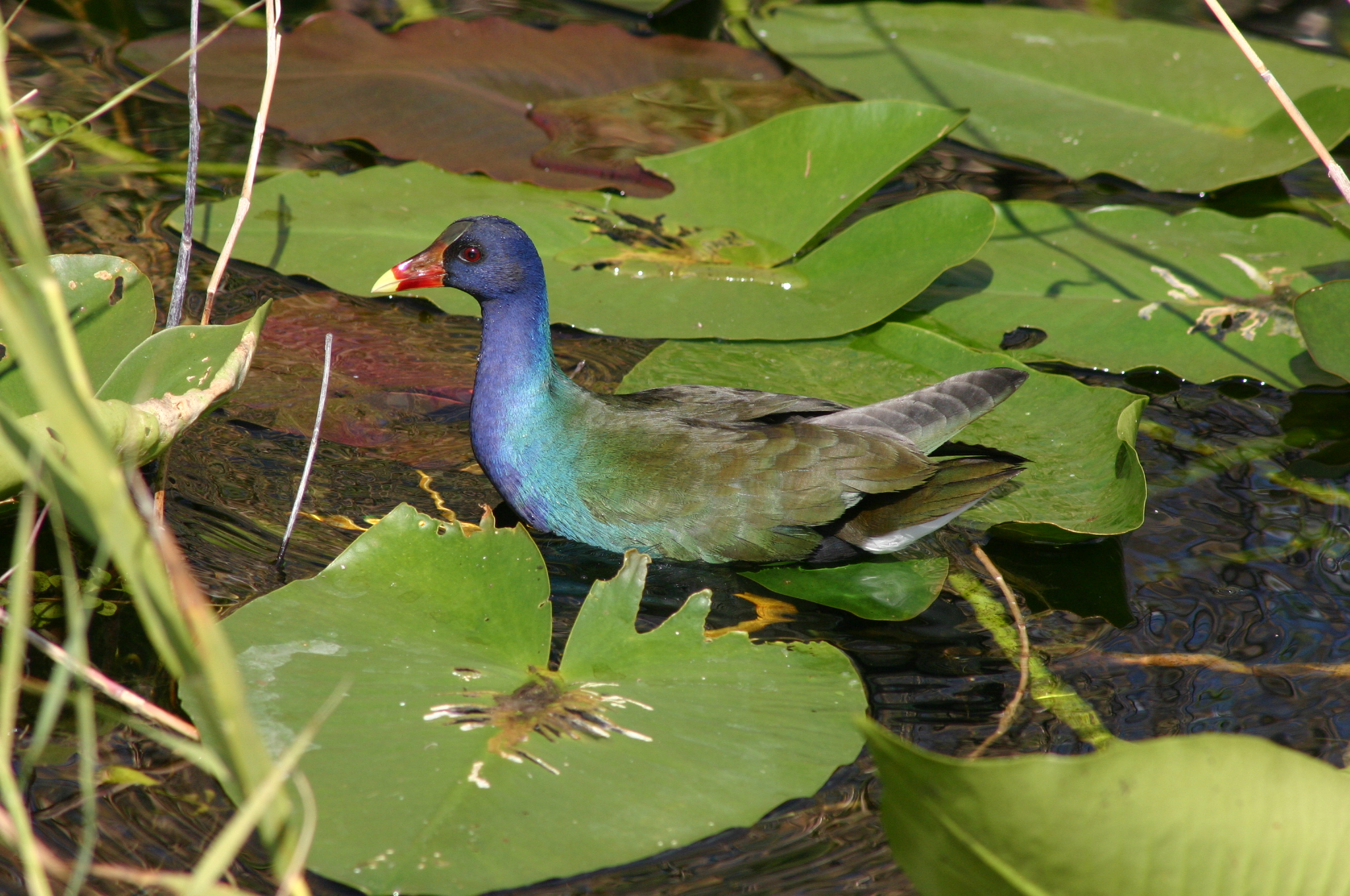
Gallinella viola americana nel Parco Nazionale delle Everglades, Florida, USA
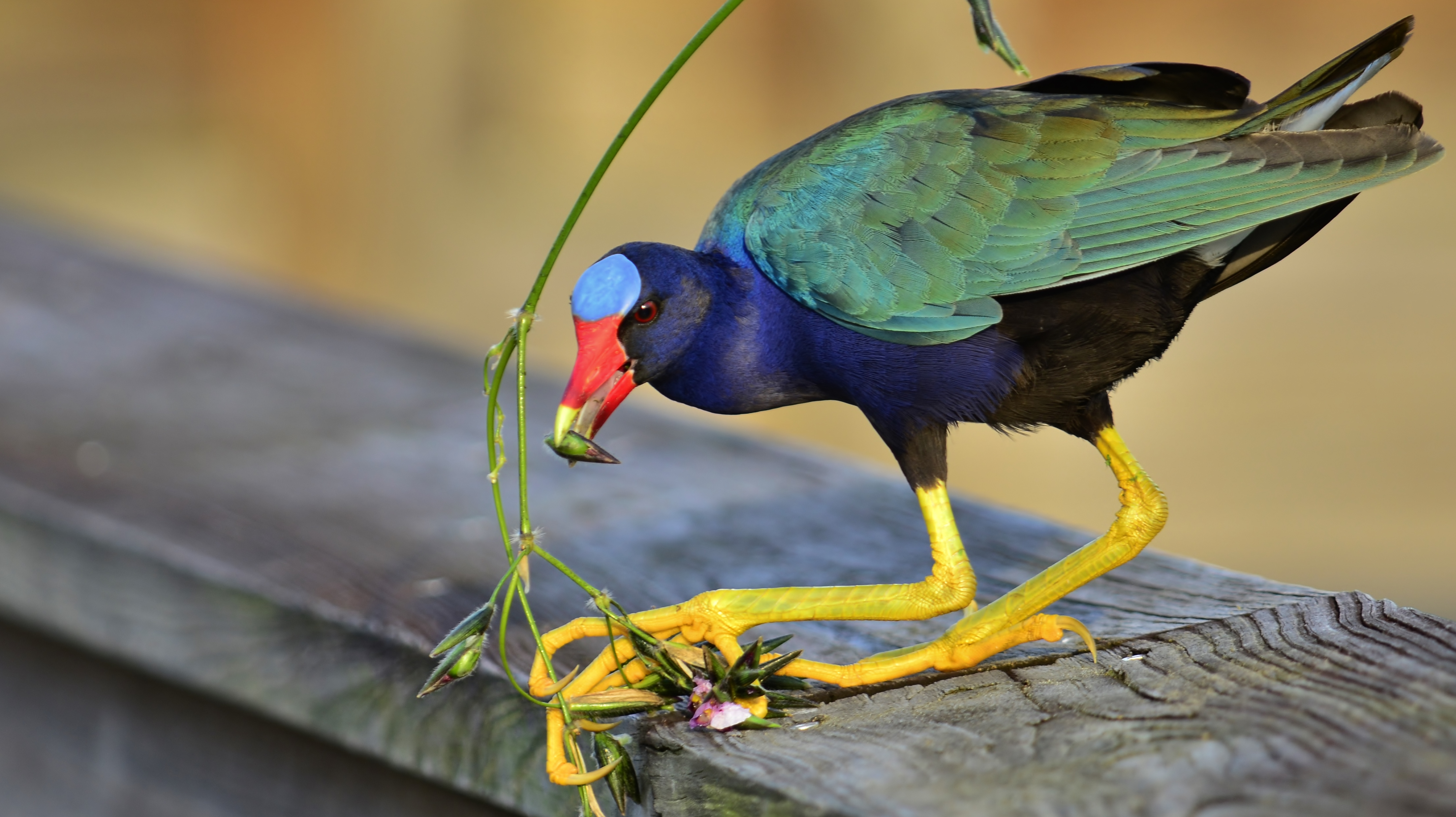
Gallinella viola americana a Green Cay Wetlands, Boynton Beach, Florida, USA